# مکگرگر، منیتوبا
مکگرگر، منیتوبا (به انگلیسی: MacGregor, Manitoba) یک منطقهٔ مسکونی در کانادا است که در منیتوبا واقع شده‌است. مکگرگر ۹۷۳ نفر جمعیت دارد.